# C.J. 샌더스
C.J. 샌더스(C. J. Sanders, 1996년 9월 18일 ~ )는 미국의 배우, 영화배우, 텔레비전 배우이다.
캘리포니아주에서 태어났다.

## 영화
- 퍼스트 선데이 (2008년)
- 세이브드 (2006년)
- 레이 (2004년) - 어린 레이 역